# Distretto di Puerto Inca
Il distretto di Puerto Inca è uno dei cinque distretti della provincia di Puerto Inca, in Perù. Si trova nella regione di Huánuco e si estende su una superficie di 2071,18 chilometri quadrati.